# Сибли, Соломон
Соломон Сибли (англ. Solomon Sibley; 7 октября 1769, Саттон, округ Вустер, Массачусетс — 4 апреля 1846, Детройт) — американский политик еврейского происхождения, первый мэр Детройта.
Окончил Род-Айлендский колледж (ныне Брауновский университет) в 1794 году как юрист, с 1795 года занимал должность судьи на Северо-западной территории. В 1798 году был избран в первый состав палаты представителей законодательного собрания Северо-западной территории от округа Уэйн. В 1802 году стал членом совета попечителей Детройта — первого органа городской власти после вхождения территории в состав США; в 1804—1805 гг. председатель совета. После уничтожившего Детройт пожара 1806 года совет попечителей был распущен, и губернатор территории Мичиган Уильям Халл назначил Сибли первым мэром города, однако тот вскоре вышел в отставку. Во время Второй войны за независимость командовал отрядом стрелков при безуспешной обороне Детройта от британской армии. По окончании войны совет попечителей Детройта был снова созван, и Сибли в 1815—1816 гг. был его первым после перерыва председателем. Одновременно в 1815 г. Сибли был назначен федеральным прокурором территории Мичиган и занимал этот пост до 1823 года. При этом в 1820 году он был также избран в палату представителей Конгресса США и занимал депутатское место в конгрессах 16-го и 17-го созывов, то есть также до 1823 года. Вместе с Льюисом Кассом занимался заключением договоров с индейскими племенами оттава, потаватоми и оджибве об уступке территорий.
Отказавшись от перевыборов в 18-й состав Конгресса, Сибли был в 1824 году назначен членом Верховного суда территории Мичиган, а в 1827—1837 гг. занимал должность его председателя. В 1837 году вышел в отставку в связи с наступившей глухотой.
Был женат на Саре Уипл Сибли, урождённой Спроут (1782—1851), дочери участника Американских революционных войн Эбинизера Спроута, известной тем, что в 1803 году стала владелицей первого в Детройте фортепиано. Отец семерых детей, среди которых Генри Хейстингс Сибли, первый губернатор Миннесоты, и Александр Сибли (1817—1878), предприниматель, известный как организатор добычи серебра на северном берегу озера Верхнее. Дочь, Кэтрин Сибли (1809—1880), вышла замуж за мичиганского политика Чарлза Троубриджа.